# Emraan Hashmi

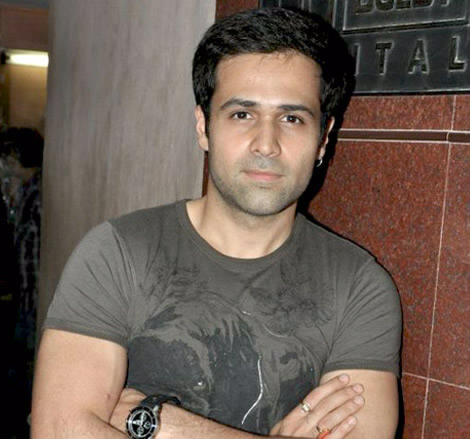
Emraan Hashmi

Emraan Anwar Hashmi (Hindi इमरान हाशमी [ɪmraːn ˈɦaːʃmiː]; geboren 24. März 1979 in Mumbai) ist ein indischer Schauspieler, der überwiegend in Hindifilmen erscheint. Er wird der Serien-Küsser genannt, weil es in jedem seiner Filme eine Kussszene zwischen ihm und seiner Partnerin gibt.

## Leben
Hashmi entstammt der Familiendynastie Bhatt, die in der Filmindustrie schon länger tätig ist.
Die Schauspielerin Alia Bhatt ist seine Cousine und die Regisseure Mahesh und Mukesh Bhatt sind seine Onkel väterlicherseits.
Emraan Hashmi hat 2006 Parveen Shahani geheiratet und mit ihr seit 2010 einen Sohn namens Ayaan. Im Jahr 2014 wurde bei seinem Sohn Krebs diagnostiziert.

### Karriere
Vor dem Start als Schauspieler arbeitete Hashmi mit Vishesh Films als Assistent in Raaz (2002). 2003 gab er sein Debüt mit Footpath unter Bhatts Produktion und war anschließend in dem erotischen Thriller Murder (2004) zu sehen, der sich als Kassenerfolg erwies. In Ek Thi Dayaan spielten Huma Qureshi und Kalki Koechlin Hexen. Hashmi spielte in der Folgezeit in mehreren Erfolgfilmen mit, größtenteils unter Vishesh Films.
Er spielte in der Biopic von Silk Smitha The Dirty Pictures mit, neben Vidya Balan und Naseeruddin Shah. Der Erfolg bleibt bei seinen neueren Filmen wie Raja Natwarlal und Ungli aus.

## Filmografie
- 2003: Footpath
- 2004: Murder
- 2004: Tumsa Nahin Dekha
- 2005: Zeher - Wenn sich Liebe in Gift verwandelt
- 2005: Aashiq Banaya Apne
- 2005: Chocolate
- 2005: Kalyug
- 2006: Jawani Diwani
- 2006: Aksar
- 2006: Gangster
- 2006: The Killer
- 2006: Dil Diya Hai
- 2007: Good Boy Bad Boy
- 2007: Awarapan
- 2007: The Train
- 2008: Jannat
- 2009: Raaz - The Mystery Continues
- 2009: Tum Mile
- 2010: Once Upon a Time in Mumbaai
- 2010: Crook
- 2011: Dil Toh Baccha Hai Ji
- 2011: Murder 2
- 2011: The Dirty Picture
- 2012: Jannat 2
- 2012: Shanghai
- 2012: Raaz 3D
- 2012: Rush
- 2013: Ek Thi Daayan
- 2013: Ghanchakkar
- 2014: Raja Natwarlal
- 2014: Ungli
- 2015: Mr. X
- 2015: Hamari Adhuri Kahani
- 2016: Azhar
- 2016: Raaz Reboot
- 2017: Baadshaho
- 2018: Tigers
- 2018: Welcome to New York
- 2019: Pyaar Karle
- 2019: Why Cheat India
- 2019: Bard of Blood
- 2019: The Body
- 2020: Chehre
- 2020: Ezra
- 2020: Mumbai Saga